# 요도쿠스 혼디우스

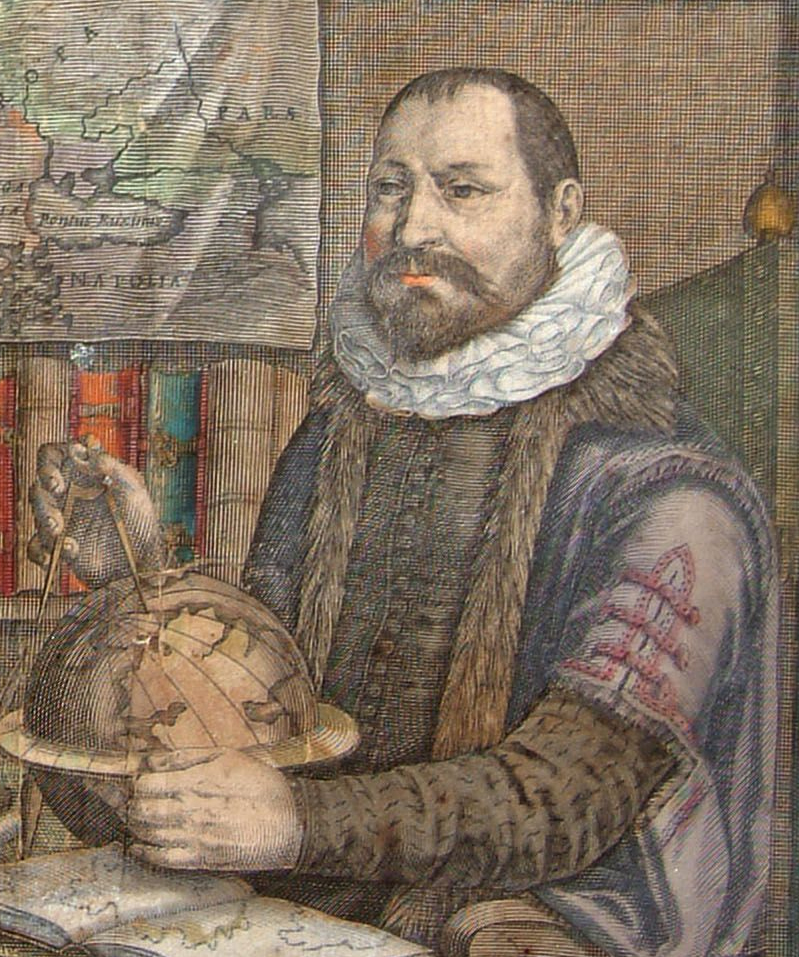

요도쿠스 혼디우스(라틴어: Jodocus Hondius, 네덜란드어 표기는 Joost de Hondt 요스트 더 혼트[*], 1563년~1612년 2월 12일)는 네덜란드의 지도제작자이다.

## 생애
1563년 지금의 벨기에 서부에 있는 바컨에서 태어났다. 유년 시절 헨트로 이동하여 판화가, 악기·지구의 제작자로 활동하였다. 종교적으로 프로테스탄트였기 때문에 1584년 네덜란드 독립 전쟁 때 스페인군이 헨트를 점령하자 잉글랜드 런던으로 망명하였다. 런던에 체류하는 동안 여러 지도제작자, 항해사들과 교류하면서 지도 제작과 관련한 여러 지식을 습득할 수 있었다.
1593년 네덜란드 지역으로 다시 돌아와 암스테르담에서 자신의 이름을 딴 지도제작사를 설립하였다. 이후 코르넬리위스 클라에스의 도움을 얻어 게라르두스 메르카토르의 《아틀라스(Atlas)》 동판을 메르카토르의 아들로부터 획득하였다. 혼디우스는 《아틀라스》의 제작자가 메르카토르라고 표기하고 자신은 그저 발행인이라고 밝혔다. 그러나 이 출판본은 '메르카토르-혼디우스'의 《아틀라스》로 알려졌고, 그의 이름은 유럽 지역에 널리 퍼졌다. 1612년 2월 12일 죽었다.